# Hina (個人投資家)
hina（ヒナ）は日本の女性個人投資家、株ブロガー。

## 概要
神奈川県横浜市生まれ、東京都育ち、千葉県在住。二児の母。短大卒業後、大手町の政府系金融機関で役員秘書を務めた後に結婚。
千葉県に移住後、パート事務にて入社した会社が投資顧問会社（投資助言業）だったことをきっかけに独学で株式投資を学び、2010年4月より「hinaの株ブログ」の執筆を開始。当ブログは1日のアクセス数が2万件以上を超える人気ブログに成長し、アメーバブログのFX・株・為替ジャンルでランキング上位の常連となる。主に国内株の株式投資に関連した記事や、主婦の生活をメインテーマとして約10年間ブログを執筆中。2018年5月には夕刊フジ主催の[株-1グランプリ]で月間優勝。
ブログ以外では、株式会社フィスコの「FISCOソーシャルレポーター」として、フィスコウェブ・ロイター・Yahoo!ファイナンス等への各種メディアへの投資レポート執筆。NPO法人「日本テクニカルアナリスト協会」主催のセミナーなど、各種の株セミナーやIRセミナーへの登壇。テレビやラジオへのゲスト出演、投資顧問でのコラム執筆、投資系雑誌やウェブメディアでの対談やインタビュー、投資系YouTubeへのゲスト出演などで活躍。

## ウェブサイト
- hinaの株ブログ - 2010年4月開始。アメーバブログFX・株・為替ジャンルにてランキング1位を獲得。
- hinaの株プレミアム - CAMPFIREコミュニティの有料メールマガジン。
- やっぱり株が好き - 2016年から2018年まで運営。DMMオンラインサロン上で若林文江氏と運営していた交流型投資サロン。

## 書籍
- 超ど素人が極める株（2017年、翔泳社）ISBN 978-4798150260

## 出演
- TBS報道特集 (2017年) 「TBS報道特集・国債と株を買う日銀」内にて個人投資家として自宅にてインタビュー出演

- 飯田浩司「飯田浩司のOK!Cozy up!」（2021年～現在出演中、ニッポン放送）- 毎週土曜日「OK!Cozy up!週末増刊号」レギュラー出演

- ピストン西沢「GROOVE LINE」（2019～2020年、J-WAVE）- 毎週水曜日ラジオコーナー「RADIO PORTFOLIO」レギュラー出演

- ピストン西沢の億トレーダーへの道 - YouTubeチャンネル出演
- 日本テクニカルアナリスト協会 - 主催セミナー登壇